# Mongolsko
Mongolsko je vnitrozemský stát ve východní Asii, který na severu sousedí s Ruskem a na jihu s Čínou. Většinu jeho území pokrývá vysokohorská náhorní plošina s travnatými stepmi, na severu a západě jsou hory a na jihu poušť Gobi; panuje zde extrémní kontinentální podnebí s dlouhými, velmi chladnými zimami a krátkými léty, během nichž spadne většina srážek. Dělí se na 21 ajmagů, na ploše 1 564 116 km² žije 3,5 milionu obyvatel, což z něj činí nejřidčeji osídlený suverénní stát na světě. Mongolsko je největší vnitrozemskou zemí na světě, která nehraničí s uzavřeným mořem. V hlavním a největším městě Ulánbátaru žije zhruba polovina obyvatel země. Dalšími většími sídly jsou Erdenet a Darchan. Drtivou většinu obyvatel země tvoří Mongolové, největší etnickou menšinou jsou Kazaši a Tuvinci. Úředním jazykem je mongolština. Přibližně polovina obyvatel se hlásí k buddhismu, 40 % je bez vyznání. 
Území dnešního Mongolska ovládaly různé kočovné říše, například Siungnuové, Sianbeiové, Rouranové, První turkutský kaganát, Druhý turkutský kaganát, Ujgurský kaganát a další. V roce 1206 založil Čingischán Mongolskou říši, která se stala největší souvislou pozemní říší v dějinách. Jeho vnuk Kublaj dobyl vlastní Čínu a založil dynastii Jüan. Po pádu jüanské dynastie se Mongolové stáhli do Mongolska a obnovili svůj dřívější model frakčních konfliktů, s výjimkou éry Dajan-chána a Ťumen-chána.
V 16. století se tibetský buddhismus rozšířil do Mongolska, kam ho dále přivedla mandžuská říše Čching, která zemi pohltila v 17. století. Na počátku 20. století tvořili téměř třetinu dospělé mužské populace buddhističtí mniši. Po pádu říše Čching v roce 1911 vyhlásilo Mongolsko nezávislost a v roce 1921 dosáhlo skutečné nezávislosti na Čínské republice. Krátce poté se země stala satelitním státem Sovětského svazu. V roce 1924 byla založena Mongolská lidová republika jako socialistický stát. Po protikomunistických revolucích v roce 1989 provedlo Mongolsko na počátku roku 1990 vlastní pokojnou demokratickou revoluci. Ta vedla k vytvoření systému více stran, nové ústavy z roku 1992 a přechodu na tržní hospodářství.
Mongolsko je unitární poloprezidentská republika s prezidentem jako hlavou státu, zákonodárnou moc má jednokomorový Velký státní chural. Je rozvíjející se zemí s ekonomikou s vyšším středním příjmem, v indexu lidského rozvoje zaujímá 96. místo. V průmyslové výrobě dominuje těžba nerostů, na druhém místě je zemědělství, především kočovný chov zvířat. Přibližně 30 % obyvatelstva tvoří kočovníci nebo polokočovníci; nedílnou součástí zůstává koňská kultura. Mongolsko je členem Organizace spojených národů, Dialogu o spolupráci v Asii, skupiny G77, Světové obchodní organizace, Asijské banky pro investice do infrastruktury, Hnutí nezúčastněných zemí, Světové obchodní organizace, globálním partnerem Severoatlantické aliance a snaží se rozšířit svou účast v regionálních hospodářských a obchodních skupinách.

## Název
Název Mongolsko znamená „země Mongolů“. Mongolské slovo „Mongol“ (монгол) má nejistou etymologii. Sükhbataar (1992) a de la Vaissière (2021) navrhli, že se jedná o odvozeninu od Mugulü, zakladatele rouánského kaganátu ze 4. století, poprvé doloženého jako „Mungu“, (čínsky: 蒙兀, moderní čínština Měngwù, středočínsky Muwngu), větev Š'-weje v seznamu severních kmenů z 8. století z doby říše Tchang, pravděpodobně příbuzná s Mungky z říše Liao (čínsky: 蒙古, moderní čínština Měnggǔ, středočínsky Muwngku).
Po pádu říše Liao v roce 1125 se Chamagští Mongolové stali předním kmenem na Mongolské náhorní plošině. Jejich války s říší Ťin, které vládli Džürčeni, a s tatarskou konfederací je však oslabily. Posledním vůdcem kmene byl Jesügei, jehož syn Temüdžin (Čingischán) nakonec sjednotil všechny ši-wejské kmeny jako Mongolskou říši (Jekhe Mongol Ulus). Ve třináctém století se slovo Mongol přetvořilo v souhrnné označení pro velkou skupinu mongolsky mluvících kmenů sjednocených pod vládou Čingischána.
Od přijetí nové mongolské ústavy 13. února 1992 je oficiální název státu „Mongolsko“ (Mongol Uls).

## Dějiny

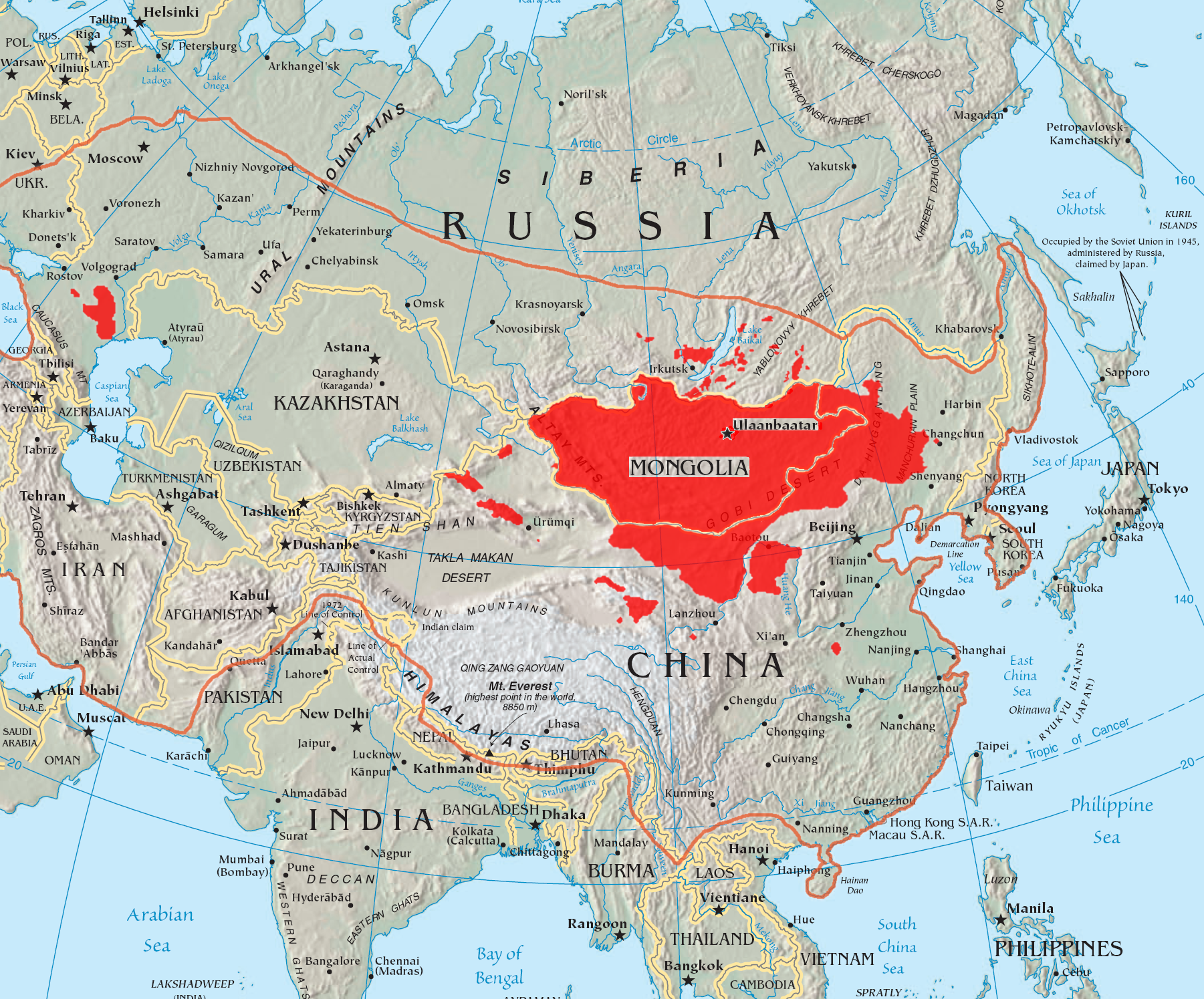
Hranice Mongolské říše ve 13. století a současné rozšíření Mongolů

Předci Mongolů přišli z oblasti povodí Amuru. Na území středního a východního Mongolska žili jako lovci a sběrači už před 7 až 6 tisíci lety.
Lidé indoevropské afanasjevské kultury v západním Mongolsku, kteří migrovali na východ před 5 tisíci lety z pontsko-kaspické stepi ve východní Evropě, jsou považováni za nejstarší pastevce, kteří se podíleli na založení dlouhé tradice pastevectví v Mongolsku.
Kočovné kmeny Siungnuové, kvůli nimž byla budována Velká čínská zeď, vytvořili ve starověku na území Mongolska mocný kmenový svaz. Někteří Siungnuové se přesunuli na západ, kde se smísili s dalšími etniky a dali vznik Hunům.
Mongolský původ panonských Avarů byl potvrzen sérií genetických výzkumů prováděných na ostatcích příslušníků avarské elity. Na základě výsledků těchto výzkumů lze Avary ztotožnit s kmenovým svazem Rouranů.
Ve 13. století bylo území dnešního Mongolska centrem Mongolské říše založené Čingischánem, druhou největší říší všech dob. (Roku 1241 táhla mongolská vojska Moravou a vyplenila klášter Hradisko.) Po více než sto letech se Mongolská říše rozpadla a země se vrátila do stavu vnitřních sporů a potyček. Po pádu mongolské dynastie Jüan v roce 1368 začal dlouhodobý střet mezi východními chalšskými a západními ojratskými Mongoly, který měl za následek postupné vytlačování Ojratů na západ (část Ojratů migrovala v 17. století do Ruska k povodí Volhy, odkud jsou známi pod jménem Kalmykové). To v pozdější době umožnilo dobytí části Mongolska mandžuskou dynastií Čching, ovládající Čínu od roku 1636. Tím došlo k rozdělení země na Vnitřní (ovládané Čchingy) a Vnější Mongolsko. Ale i Vnější Mongolsko bylo v roce 1691 podmaněno. Džúngarský chanát ovládaný Ojraty byl zničen dynastií Čching roku 1757 a většina Ojratů zahynula v bojích s čínskou armádou.

### Nezávislost
Vnitřní a Vnější Mongolsko vyhlásilo nezávislost na Číně v roce 1911, avšak nezávislosti dosáhlo pouze Vnější Mongolsko pod vedením Bogdgegéna, a to za podpory Ruska. Roku 1919 bylo Vnější Mongolsko opět obsazeno Čínou. Po rozšíření ruské občanské války na východ byli Číňané na začátku roku 1921 vyhnáni bělogvardějskými jednotkami barona Ungerna. V průběhu léta 1921 byli bělogvardějci poraženi Rudou armádou a jejími mongolskými spojenci vedenými Süchbátarem. Nezávislé Mongolsko bylo znovu vyhlášeno 11. července 1921.

### Komunistická éra

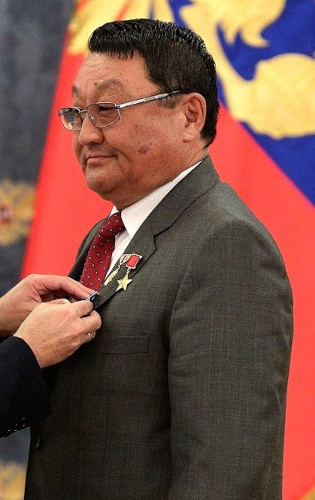
Džugderdemidin Gurragčá, mongolský kosmonaut, druhý asijský kosmonaut vůbec

V roce 1924 byla za podpory Sovětského svazu vytvořena Mongolská lidová republika, která zůstala pod vlivem SSSR po dalších sedmdesát let. V roce 1928 se do čela státu postavil Chorlogín Čojbalsan a začal přetvářet Mongolsko podle sovětského vzoru. Došlo k alfabetizaci, zrovnoprávnění žen, násilné kolektivizaci, zavírání a bourání buddhistických chrámů a mnoho lidí, především mnichů, se stalo obětí hledání domnělých nepřátel státu. Během stalinistických čistek přišlo o život více než 30 000 lidí.
V roce 1931 obsadila armáda Japonského císařství sousední Mandžusko a vytvořila z něj loutkový stát Mandžukuo. Japonská hrozba dolehla až k hranicím Mongolska. Během krátkého sovětsko-japonského pohraničního konfliktu v roce 1939 byl japonský útok na Mongolsko společnými sovětsko-mongolskými silami odražen. Na konci druhé světové války se vojska Mongolska podílela na sovětském útoku na Mandžusko. Přímá hrozba ztráty kontroly nad územím Vnitřního Mongolska vedla Čínu k uznání Vnějšího Mongolska jako nezávislého státu. Čínská lidová republika uznala nezávislost této části Mongolska 6. října 1949, po referendu. Toto referendum se konalo na žádost Čínské lidové republiky a Mongolové se v něm jednoznačně vyslovili pro nezávislost na Číně. Čínská republika (nacházející se na Tchaj-wanu) nezávislost Mongolska de iure doposud neuznala.
V roce 1952 se do čela Mongolska dostal Jumdžágín Cedenbal. Vytvořil kult osobnosti, který trval až do jeho odvolání. Celá jeho vláda se vyznačovala úzkou spoluprací se SSSR, a to i po výrazném ochlazení vztahů mezi SSSR a Čínou. V roce 1984 byl Cedenbal nuceně poslán do důchodu z důvodů špatného duševního stavu a na jeho místo byl dosazen Jambyn Batmönkh, který se marně pokoušel o ekonomické reformy.

### Pád komunismu
Zavedení programů perestrojky a glasnosti v SSSR Michailem Gorbačovem vedlo v Mongolsku k poklidné demokratické revoluci v roce 1990. Revoluce by se dala svým klidným průběhem přirovnat k sametové revoluci v Československu. Od začátku roku 1990 se zvyšoval počet demonstrací, které požadovaly po vzoru perestrojky a glasnosti reformy jak hospodářské, tak politické. Dne 7. března 1990 zahájilo deset disidentů protestní hladovku. Tisíce jejich příznivců se k nim přidaly. Pod tíhou neudržitelnosti situace komunistická vláda po dvou dnech rezignovala. Nová vláda vyhlásila demokratické volby na červenec 1990. Opoziční síly ale nedokázaly shromáždit dostatek sil, aby ovládly parlament. Komunistická strana měla v nové vládě, která vzešla z voleb 1990, většinu. I tak ale začala spolupracovat s opozicí a začala zavádět ekonomické reformy. Prvním volebním úspěchem opozice tak byly prezidentské volby v roce 1993, kdy vyhrál opoziční kandidát Punsalmágín Očirbat.
Země je podle ústavy parlamentní republikou. Parlament je volen lidem a následně parlament zvolí vládu. V zemi dominují dvě politické strany. Bývalá komunistická Mongolská lidová revoluční strana (MLRS), v roce 2011 přejmenovaná na Mongolskou lidovou stranu (MLS), u níž je výraznější příklon spíše k sociální demokracii, se střídá ve vládě s Demokratickou stranou (DS). DS poprvé zvítězila ve volbách v roce 1996. V roce 2000 obhájila pouze jeden mandát, poté se síly obou stran téměř vyrovnaly. Volby v roce 2004 skončily vítězstvím pro MLRS poměrem 48,23 % ku 44,27 % DS. MLRS však získala pouze 36 ze 74 obsazených mandátů a tak vytvořila velkou koalici právě s DS. Při volbách v roce 2008 získala MLRS více než 52 %, přestože v průběhu voleb bylo ústředí komunistické strany zcela vypáleno protestujícími. DS získala necelých 40,5 %. Ve volbách z roku 2012 podruhé ve své historii zvítězila DS se ziskem 35,32 % hlasů, MLS skončila druhá s 31,31 % hlasů. Na třetím místě se umístila s 22,31 % Mongolská lidová revoluční strana (MLRS), která vznikla odštěpením od MLS a prosazuje návrat od sociální demokracie ke komunismu. Premiérem se stal Norovyn Altanchujag, zástupce DS, která překvapivě utvořila koalici s radikálnější MLRS.

## Státní symboly

### Vlajka
Mongolská vlajka je tvořena listem o poměru stran 1:2 se třemi svislými pruhy – červeným, modrým a červeným. V červeném pruhu u žerdi je umístěn žlutý ideogram sojombo.

### Znak
Mongolský státní znak je tvořen modrým kulatým štítem, položeným na bílý, hnědě lemovaný lotos, sloužící jako podstavec. Ve středu štítu je zlatá kresba okřídleného, letícího koně v kombinaci se zlatým sojombem. V dolní části je stříbrné (na obrázku zlaté) kolo se zlatými loukotěmi, ovinuté hedvábnou, světle modrou stuhou hadag, a položené na pozadí, tvořené půlkruhy, přičemž vnější je světle modrý, střední zelený a vnitřní červenohnědý. Kruh je ohraničen nekonečným zlatým vzorem tumen nasan. V horní části je chandmani, trojitý klenot: horní červený, dolní levý modrý a dolní pravý zelený. Každý drahokam je ve čtyřech stupních sytosti, nejsvětlejší nahoře, nejtmavší dole.

### Hymna
Mongolská hymna nemá oficiální název. Hudbu k hymně složili Bilegín Damdinsüren[zápis?] a Luvsanžambyn Mördorž[zápis?]. Autorem textu je Cendín Damdinsüren[zápis?].

## Geografie
Mongolsko je stát ve východní Asii, se svou rozlohou 1 564 116 km² je 18. největší zemí světa a je výrazně větší než další země v pořadí, Peru. Má nicméně pouze dva sousedy: na severu sdílí 3 485 km dlouhou hranici s Ruskem a na jihu 4 677 km dlouhou hranici s Čínskou lidovou republikou. Ačkoli Mongolsko nemá společnou hranici s Kazachstánem, jeho nejzápadnější bod je od Kazachstánu vzdálen pouze 37 km, což téměř tvoří čtyřmezí. Rozkládá se převážně mezi 41° a 52° severní šířky (malá část leží severně od 52°) a 87° a 120° východní délky. Pro představu, nejsevernější část Mongolska leží zhruba na stejné zeměpisné šířce jako Berlín, zatímco nejjižnější část zhruba na stejné zeměpisné šířce jako Řím. Nejzápadnější část Mongolska leží na přibližně stejné zeměpisné délce jako indická Kalkata, zatímco nejvýchodnější část na stejné zeměpisné délce jako západní okraj Tchaj-wanu. Jeho délka ve směru východ-západ je 2 392 km a ve směru sever-jih 1 259 km.  
Geografie Mongolska je rozmanitá, na jihu se rozkládá poušť Gobi a na severu a západě chladné hornaté oblasti. Velkou část Mongolska tvoří mongolsko-mandžuské pastviny, zalesněné oblasti tvoří 11 % celkové rozlohy. Ze 40 % jej pokrývá polopoušť, z 35 % stromová step a z 20 % travnatá step; zbytek tvoří lesy a písčité pouště. Celé Mongolsko je považováno za součást Mongolské náhorní plošiny. Nejvyšším bodem Mongolska je Chüjtnij orgil v masivu Tavan bogd na Altaji na úplném západě s nadmořskou výškou 4 374 m. Povodí jezera Uvs núr, které sdílí s ruskou republikou Tuva, je zapsáno na seznamu světového přírodního dědictví. 

### Topografie

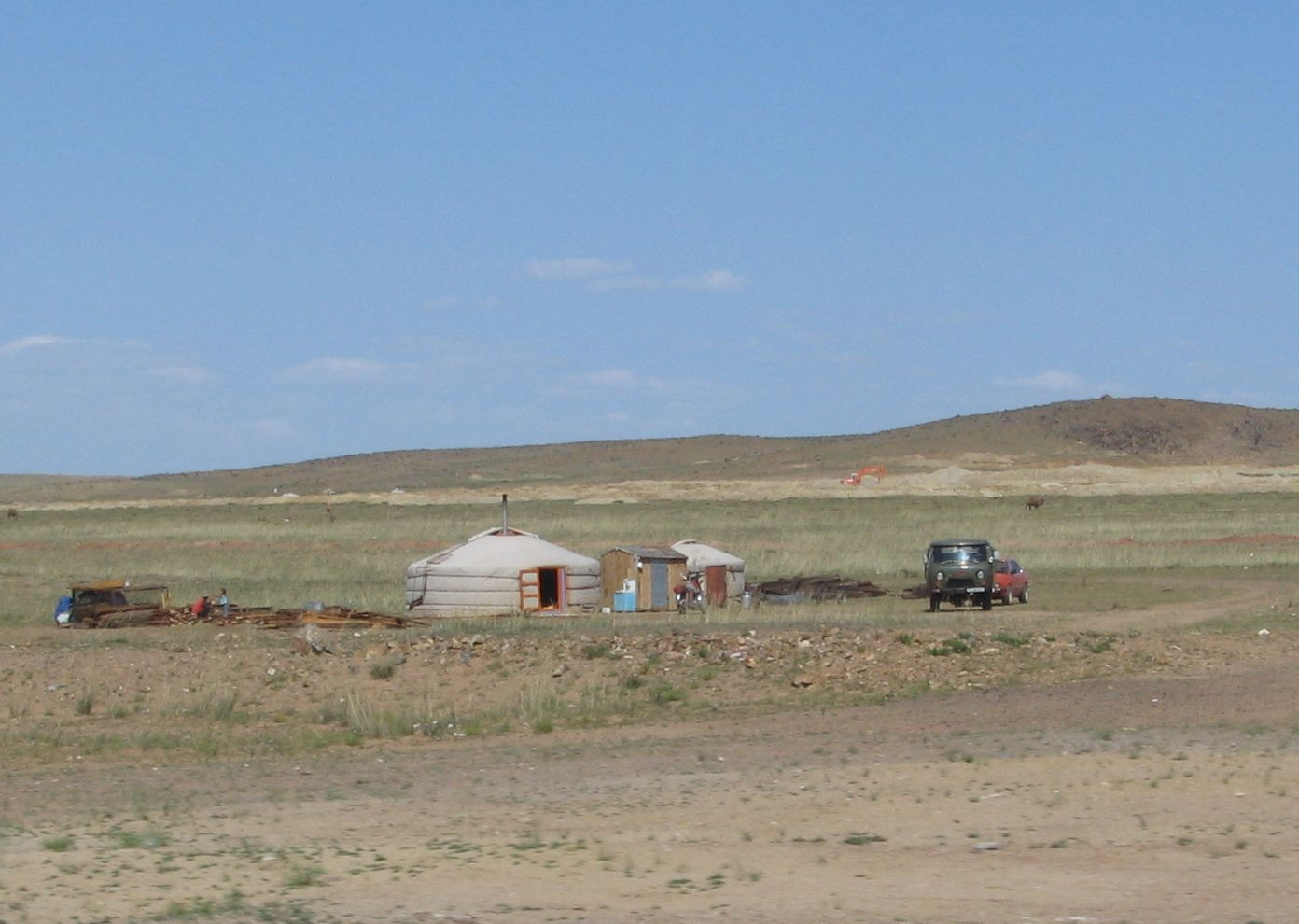
Jurty v Gobi

Přibližně třetinu území státu pokrývají vysoké hory, zejména na severu, západě a jihovýchodě. Na jihu a východě převládají suché náhorní plošiny. Průměrná nadmořská výška Mongolska je přibližně 1580 metrů nad mořem.
Západní Mongolsko je oblast mezi pohořím Changaj a Altaj. Zde, na hranici s čínským Sin-ťiangem, dosahují dva vrcholy Altaje téměř 4400 metrů, včetně vrcholu Chüjtnij orgil, který je se svými 4374 m nejvyšší horou Mongolska. Odtud se táhne 3000 až 4000 m vysoké pohoří Mongolský Altaj a Gobi-Altaj, které pokračuje 2000 km na východ-jihovýchod podél hranice s Čínou až k Mongolské náhorní plošině; dalšími pohořími v západním Mongolsku jsou pohoří Tannu-ola a Sajany. V Mongolsku se nacházejí stovky ledovců, i když jsou všechny na mezinárodní poměry velmi malé.
Ve středu země se rozkládá pohoří Changaj s četnými třítisícovými vrcholy, jehož severní úbočí již odvádí vodu do Bajkalského jezera na Sibiři, a na východě je oblast kolem hlavního města Ulánbátaru (1350 m). Na východě se nachází pohoří Chentej. Jižně od tohoto pohoří je země kopcovitá, dokud nepřejde do pouště Gobi. Na východě Mongolska se nachází jezero Choch Nuur, které je s 532 m nejnižším bodem Mongolska. 

### Vodstvo

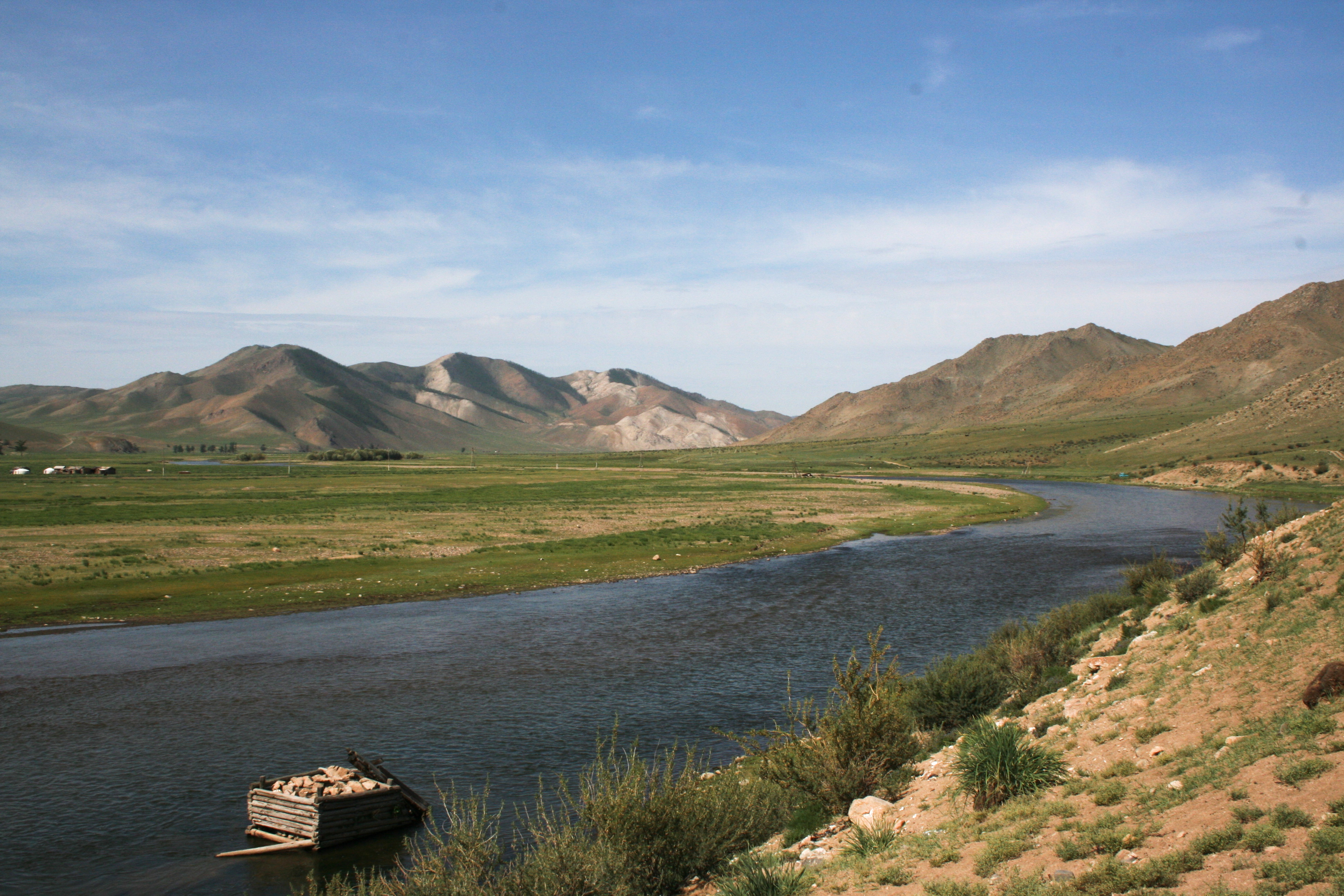
Iderín gol u Dschargalantu (Chöwsgöl-Aimag)

Mongolsko má přibližně 1200 řek o celkové délce téměř 70 000 kilometrů. Země je odvodňována třemi směry: k Tichému oceánu, k Severnímu ledovému oceánu a k bezodtoké Středoasijské rovině. Jako vnitrozemská země nemá samotné Mongolsko přístup k mořím ani oceánům.
Severem protéká na vodu bohatá řeka Selenga a její velké přítoky Iderín, Orchon a Tuul. Ty pramení v pohoří Changaj a vlévají se do jezera Bajkal. Na severu a východě protékají také řeky Onon a Čerlen, které pramení v pohoří Chentej a přes Amur odtékají směrem k Tichému oceánu, stejně jako řeky Ulds a Chalchyn. Největšími řekami na západě jsou Čowd a Dzavčan, které tečou směrem do Střední Asie, kam nemají odtok. Všechny mongolské řeky v zimě zamrzají. Ledová pokrývka může přetrvávat až šest měsíců a dosahovat tloušťky přes jeden metr. Zamrzlé řeky jsou v zimě často využívány jako silnice pro automobily, což způsobuje jejich znečištění ropnými látkami.
Mezi téměř 4000 mongolských jezer patří slané jezero Uws Nuur o rozloze 3350 km² a jezero Chöwsgöl Nuur o rozloze 2760 km². Druhé jmenované jezero je jedním z nejvýznamnějších sladkovodních jezer na světě; 95 % ostatních jezer má rozlohu menší než 5 km², 80 % z nich jsou sladkovodní jezera. Protože jsou často napájeny ledovci a jsou daleko od průmyslových center, mají velmi čistou vodu. Jsou důležitým místem odpočinku stěhovavých ptáků.
Vody v Mongolsku jsou postiženy značnou dezertifikací, 852 řek a potoků a více než 1000 jezer vyschlo nebo zaniklo (údaje z roku 2007).

### Podnebí

Klimatický diagram Ulánbátaru. Červená čára znázorňuje denní maxima, modrá noční minima. Světle modré obdélníky značí měsíční srážky

Poloha Mongolska ve středoasijské vysočině mu propůjčuje jedno z nejextrémnějších podnebí mezi kontinentálními a suchými podnebími na světě. Vzhledem k suchému, výrazně kontinentálnímu podnebí dochází během roku k velkým teplotním výkyvům: v zimě jsou průměrné denní teploty -25 °C, v létě +20 °C, což znamená, že výkyvy jsou dvakrát až třikrát větší než např. v západní Evropě. Průměrný roční úhrn srážek dosahuje 200 až 220 mm a klesá od více než 400 mm na severu země po méně než 100 mm na jihu pouště Gobi. V průběhu roku spadne 80 až 90 % srážek od května do září. Neobvykle vysoké jsou také teplotní rozdíly mezi dnem a nocí, které dosahují až 32 °C. Absolutní teplotní amplituda mezi létem a zimou dosahuje až 100 K. 
Mongolsko je výrazně ovlivněno globálním oteplováním: Mezi lety 1940 a 2001 se průměrná roční teplota vzduchu zvýšila o více než 1,5 °C. Zimní teploty se v tomto období zvýšily dokonce o více než 3,6 °C Starodávný mongolský led rychle taje v důsledku měnícího se klimatu a vysokých letních teplot. Vzhledem k tomu, že přítok z ledových polí v létě stále častěji vysychá, jsou zásoby pitné vody stále omezenější, což v příštích letech extrémně ohrozí kulturní dědictví i tradiční chov sobů, v důsledku čehož klimatická krize ohrožuje domácí pastevce sobů žijící v horských tundrových oblastech severního Mongolska v nízkých zeměpisných šířkách.

### Vegetace
Zatímco severní část Mongolska je stále součástí zóny boreálních jehličnatých lesů s dostatečným přísunem srážek, jižním směrem srážek neustále ubývá. Přírodní podmínky, jako je gradient srážek v severojižním směru a návětrné účinky horských pásem, která protínají zemi, vedou k výrazné vegetační zonálnosti, kterou Hilbig 1995 rozlišil od severu k jihu podle srážkových poměrů takto (v závorce je uvedeno jejich rozdělení v příslušných zeměpisných oblastech a rostlinných regionech podle Grubova 1982): 
- Horská tajga (Čubsugul, Chentei, severní okraj Changaj)
- (horská) lesostep (Changaj, Chubsugul, Chentei, mongolsko-daurská flóra, mongolský Altaj, Hinggan)
- (suchá) step (jižní část Changaj, střední Chalcha, východní Mongolsko, okrajová oblast povodí Velkých jezer)
  - Travnatá step
  - Horská step
  - Luční step
  - Písečná step
- Alpská vegetace (Čubsugul, Čentej, Čankajšek, mongolský Altaj)
- Polopoušť (pouštní step) (jižní polovina Mongolska, povodí Velkých jezer, Gobi Altaj, Džungarská Gobi)
- Poušť (Džungarská Gobi, Transaltajská Gobi, Aljašská Gobi a Východní Gobi)

Extrazonální vegetace (která se výrazně liší od typické vegetace příslušné klimatické zóny):
- Alpínská vegetace (vyvinutá v oblasti Čubsugul, v centrální Čankajškově oblasti, v mongolském Altaji, částečně v Čenteji).

### Fauna

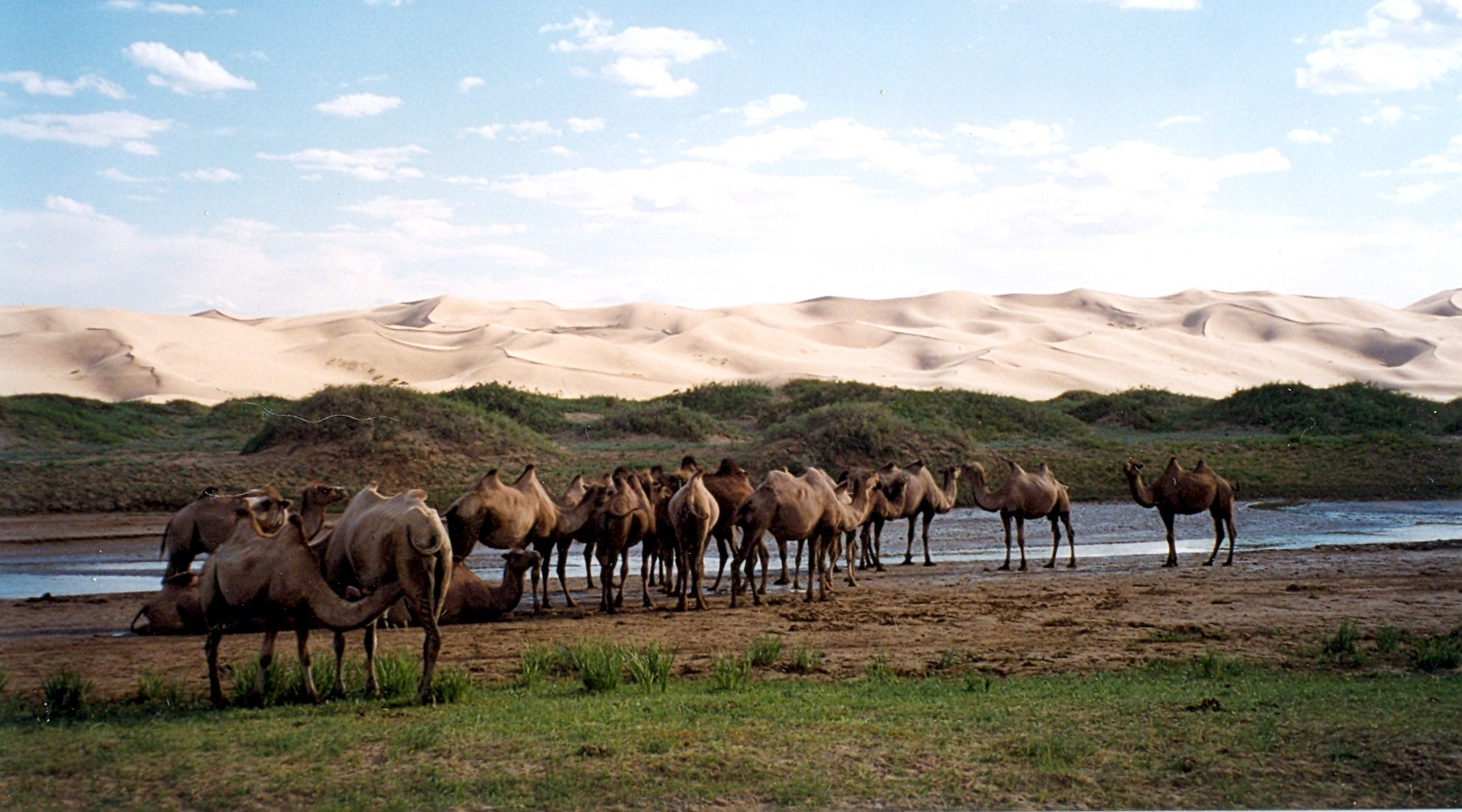
Velbloudi baktrijští v národním parku Gobi Gurwan Saichan

Mongolská fauna se přizpůsobila podmínkám stepí. Lidé chovají ovce, kozy, skot, velbloudy a koně. Mezi divoké savce stepí patří sajga, tarbíkovití, svišti, vlci, jaci, jeden druh divoké kočky a tchoř stepní. U jezer se vyskytuje jeden druh jeřába a mezi další známé druhy ptáků v Mongolsku patří káňata, stepní orli, skřivani a jeden druh pěvce. Specialitou je kůň Převalského, který byl již vyhuben a byl úspěšně reintrodukován do volné přírody. V lesních a horských oblastech země žije argali, druh divoké kozy, gazela, lasice hranostaj, zajíc bělák, bekasina a velekur altajský (Tetraogallus altaicus). Velkou vzácností je zde levhart sněžný, který je kvůli lovu a omezení svého životního prostředí silně ohrožen. V Gobi žije osel asijský, kašmírská koza, četné druhy hlodavců, ještěrky a agamy. Gobi je také domovem silně ohroženého medvěda gobi, malé formy medvěda hnědého, který se živí převážně vegetariánskou stravou. Ve vodách Mongolska žijí kapři, plotice, štiky, okouni, lenok, tajmen a různé druhy lipanů. Jeseter sibiřský (Acipenser baerii baicalensis Nikolskii) táhne po Orchonu na vzdálenost více než 300 km, aby se vytřel v řece Selenga a horním toku Orchonu. Stěhovaví ptáci, kteří v Mongolsku tráví pouze léto, jsou husa labutí, labuť velká a čírky. V Mongolsku se vyskytují také stěhovaví ptáci, kteří zde tráví zimu, jako je například sněhule a sova sněžní.

### Paleontologie
Díky dřívějšímu teplému a vlhkému podnebí, které se později změnilo na suché a chladné, se v oblasti dochovaly četné pozůstatky dinosaurů. Od 20. let 20. století bylo v Mongolsku učiněno mnoho velkolepých nálezů. Například americký vědec Roy Chapman Andrews zde nalezl první dinosauří vejce. Byly tu nalezeny také fosilie oviraptora, protoceratopse, velociraptora, therizinosaura, Pachycephalosaura a tarbosaura.

### Přírodní katastrofy
Mongolsko se nachází v seizmicky velmi aktivní oblasti, zemětřesení jsou zde častá. Vzhledem k nízké hustotě osídlení a k tomu, že je zde relativně málo budov, které by se mohly zřítit, však zemětřesení obvykle způsobují jen malé škody. K nejsilnějším zemětřesením došlo v roce 1905 ve středním Mongolsku a v letech 1931, 1957 a 1967 v jihozápadním Mongolsku. Zemětřesení z roku 1905 mělo sílu 8,2 až 8,7 stupně Richterovy stupnice, zemětřesení z roku 1957 mělo sílu 7,9 až 8,3 stupně a zemětřesení z roku 1967 mělo sílu 7,5 stupně. Četné trhliny, které po sobě zemětřesení zanechala, však často vedou k vyschnutí nebo posunu říčních toků, na nichž jsou závislí kočovníci a jejich stáda.
Zud původně označuje velmi sněžné zimy, kdy zvířata pod sněhovou pokrývkou již nemohou najít potravu, a proto umírají hlady. V současnosti se však tento termín používá i pro označení jiných meteorologických podmínek, zejména v zimě, za kterých se dobytek nemůže pást. Kromě již zmíněného bílého zud, kdy zvířata po silném sněžení již nemohou najít potravu pod sněhovou pokrývkou, existuje také tzv. černý zud, kdy zvířata hynou žízní kvůli nedostatku sněhu (protože studny a vodní nádrže zamrzají, sníh je v nízkých teplotách jediným zdrojem vody). Další formou je ledový nebo železný zud, kdy mrznoucí déšť pokryje půdu ledem, což zvířatům znemožní živit se trávou a bylinami. A konečně čtvrtou formou je bouřkový zud způsobený písečnými bouřemi. Zudy jsou v Mongolsku poměrně častým jevem a během jediné zimy mohou zahubit miliony zvířat a připravit tak obyvatelstvo o zdroj potravy.

## Politika

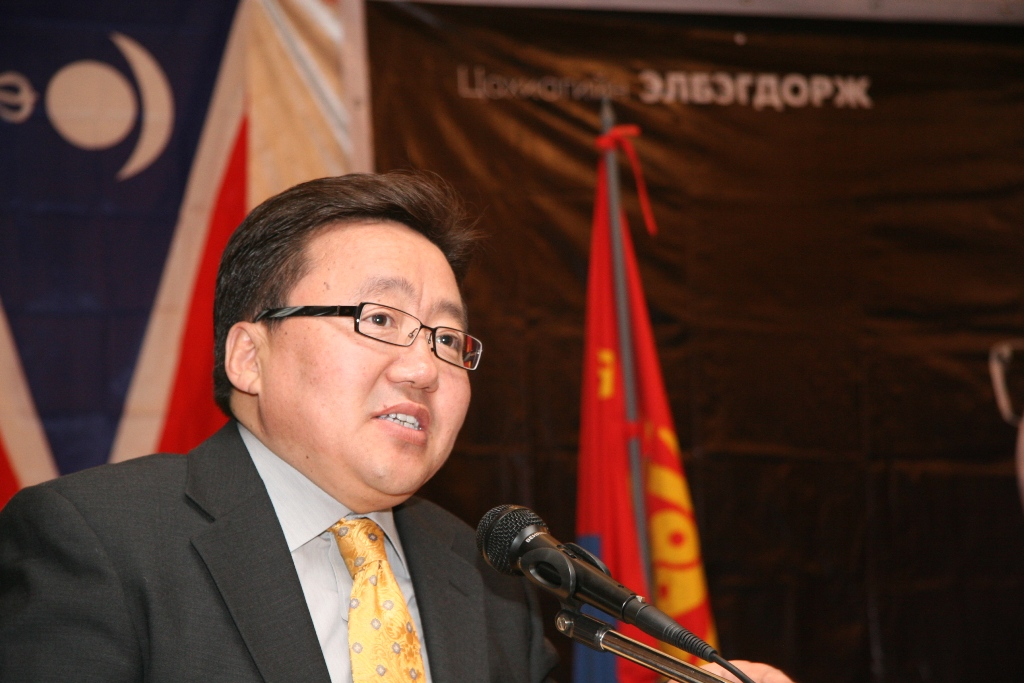
Bývalý prezident Cachjagín Elbegdordž

Od roku 1990 je Mongolsko unitární poloprezidentskou republikou. Mongolský parlament se jmenuje Velký státní chural. Dvě nejsilnější politické strany nesou názvy Mongolská lidově revoluční strana a Mongolská demokratická strana.
V roce 1991 došlo ke změně oficiálního názvu státu z „Mongolská lidová republika“ na „Mongolská republika“. V lednu 1992 byla přijata nová ústava, kterou se Mongolsko vzdalo socialismu. Zároveň se oficiálním názvem země stalo jednoslovné Mongolsko. Tato ústava vytvořila základ dalšího demokratického vývoje. Mongolsko však zůstalo mezinárodně-politicky neutrální.
Hlavou státu je prezident volený na dobu 4 let. V roce 1997 byl zvolen prezidentem Nacagín Bagabandi. Od roku 2017 byl prezidentem Chaltmágín Battulga.

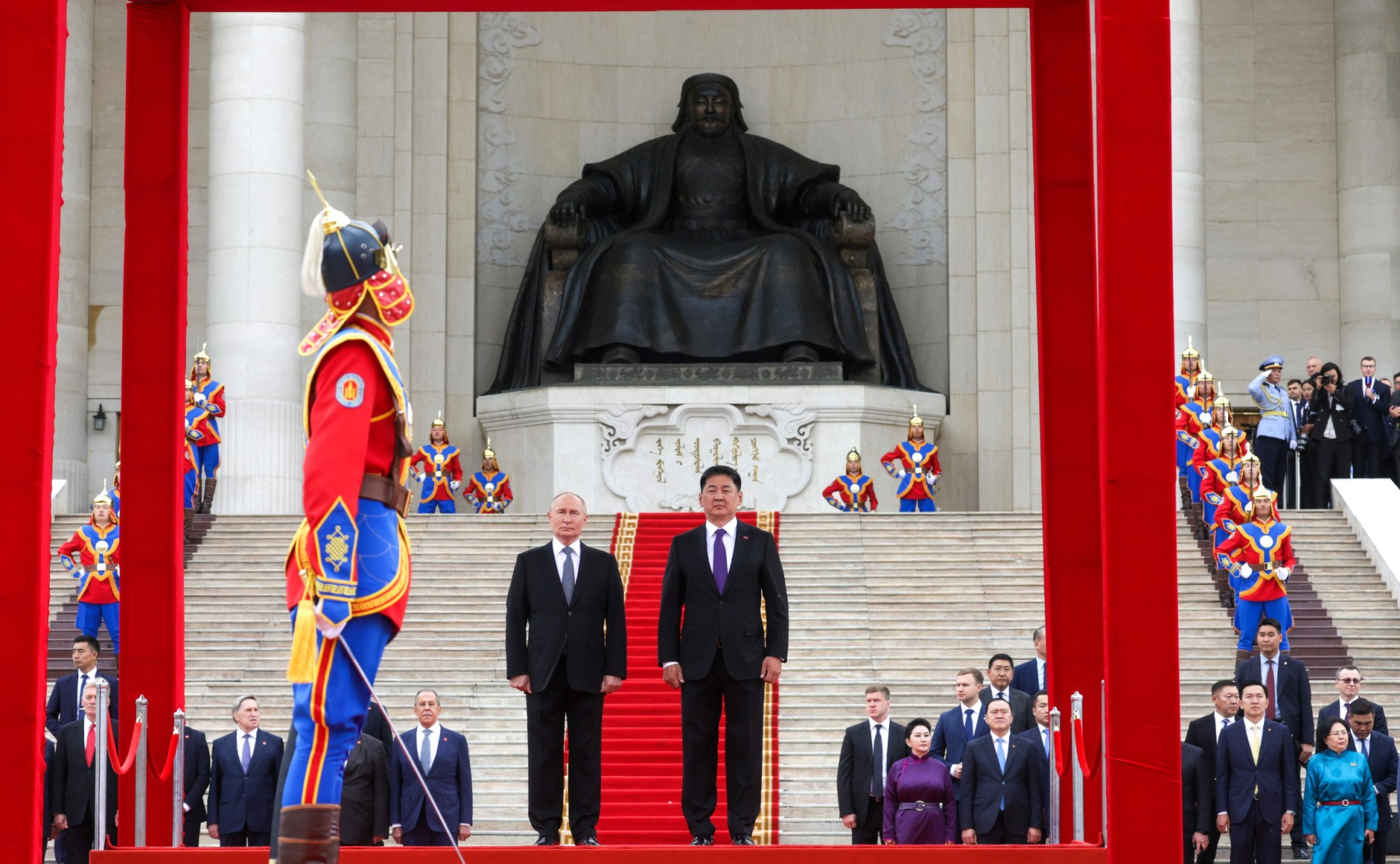
Mongolský prezident Uchnaagijn Chürelsüch a ruský prezident Vladimir Putin pred sochou Čingischána v Ulánbátaru, 3. září 2024

V roce 2004 byla vytvořena v zemi velká koalice. Vládní akční program byl schválen Velkým Churalem v listopadu 2004. Program zdůrazňoval potřebu konsolidace demokratického zřízení státu a obsahoval také usnesení o potřebě rychlého ekonomického růstu.

### Česko-mongolské vztahy
Mongolsko je jednou z prioritních zemí české zahraniční rozvojové spolupráce. České projekty se zde zaměřují na pět oblastí: ekonomický rozvoj včetně předávání zkušeností z transformace na tržní hospodářství, životní prostředí, zemědělství, sociální otázky a snižování nezaměstnanosti. Jistou důležitost má také prevence obchodu s lidmi. V oblasti mimo to působí i české nevládní organizace, zejména Člověk v tísni, Charita a ADRA. V České republice žije zhruba 9000 Mongolů (2018).[zdroj?]

### Administrativní rozdělení
Mongolsko je rozděleno do 21 ajmagů, které se dále dělí na 329 somonů. Hlavní město je spravováno samostatně, není součástí žádného ajmagu.

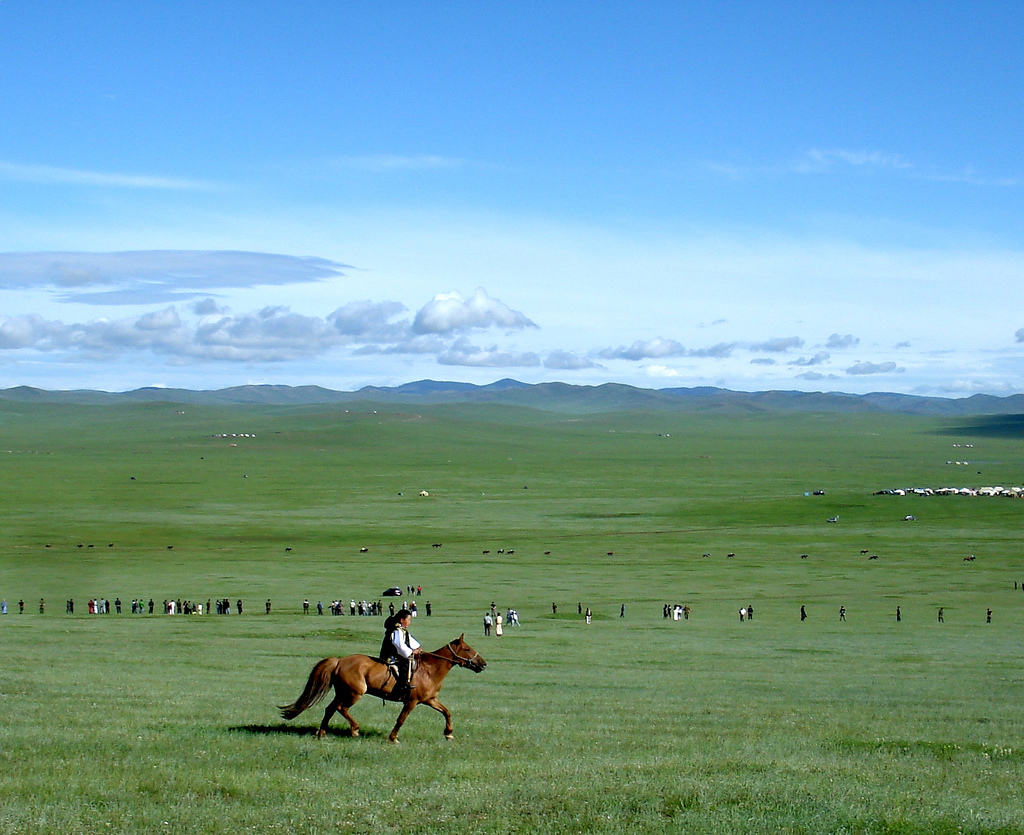
Mongolský jezdec ve stepi na festivalu Nádam

| - Bajanchongorský ajmag - Bajanölgijský ajmag - Bulganský ajmag - Centrální ajmag - Darchanúlský ajmag - Gobialtajský ajmag - Gobisümberský ajmag - Chentijský ajmag - Chovdský ajmag - Chövsgölský ajmag | - Jihogobijský ajmag - Jihochangajský ajmag - Orchonský ajmag - Selengský ajmag - Severochangajský ajmag - Středogobijský ajmag - Süchbátarský ajmag - Uvský ajmag - Východní ajmag - Východogobijský ajmag - Zavchanský ajmag |

## Ekonomika

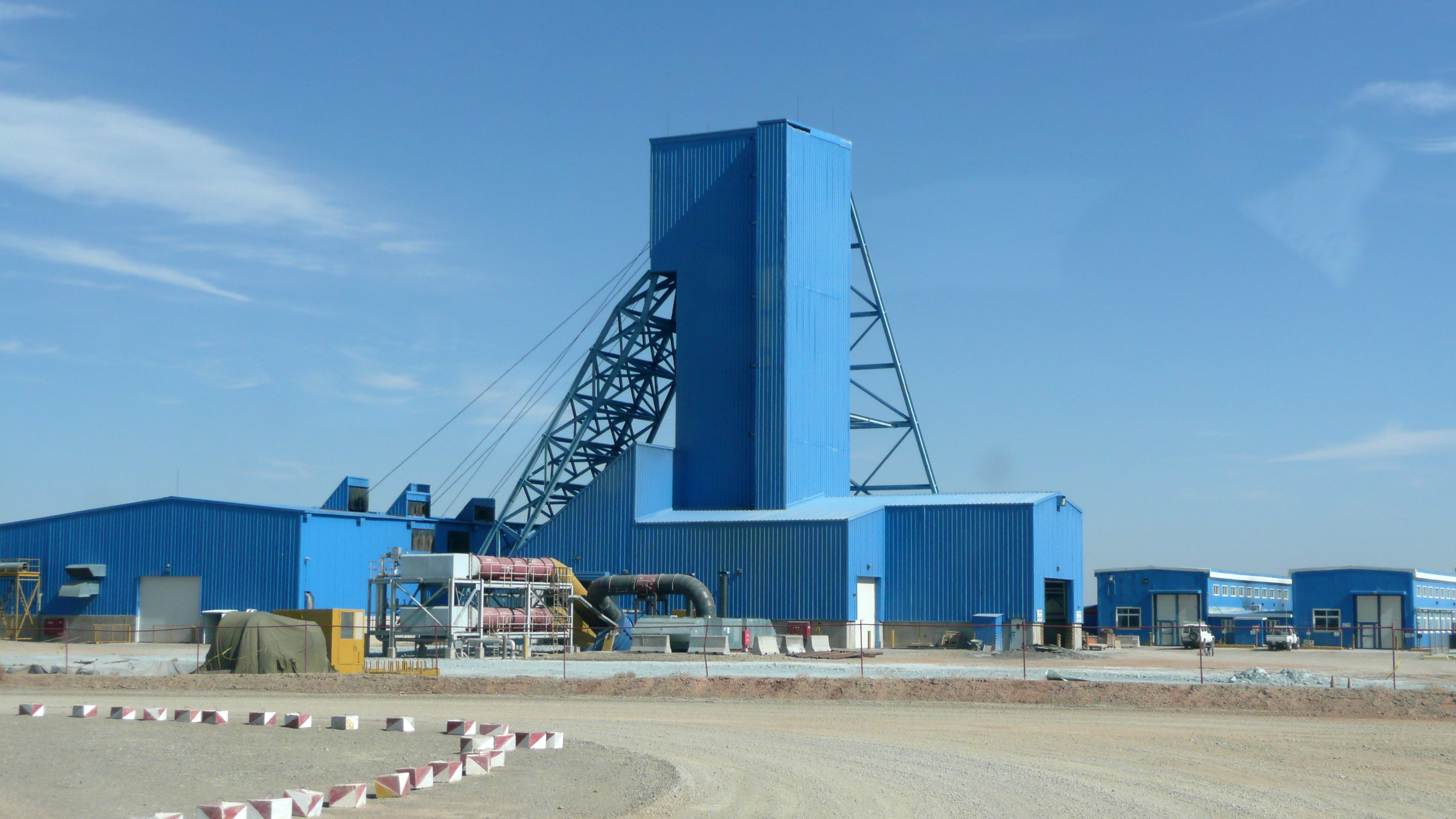
Železnorudný důl Oyu Tolgoi v Jihogobijském ajmagu. Po svém dokončení v roce 2013 má vytvářet až třetinu mongolského HDP.

Ekonomika Mongolska se v současné době rychle rozvíjí. Skladba hrubého domácího produktu (HDP) je ovšem ještě ovlivněna tradičním velkým významem kočovného pastevectví pro značnou část obyvatelstva. Zemědělství včetně pastevectví mělo v roce 2011 podíl 15,8 % na HDP, průmysl však již vytvářel 32,6 % a služby včetně státní administrativy, školství a kultury 51,6 %. HDP v paritě kupní síly byl v roce 2011 odhadován na 13,4 miliardy dolarů, zhruba 4800 dolarů na jednoho obyvatele. Mongolsko je tedy doposud relativně chudá země, pod hranicí chudoby se nachází kolem 39,2 % obyvatel (2010). Míra nezaměstnanosti je relativně nízká, v roce 2010 se pohybovala kolem 9,9 %.
Velmi důležitou složkou hospodářství je těžba nerostných surovin. V Mongolsku se nacházejí významná ložiska hnědého a černého uhlí, železné rudy, wolframu, mědi a zlata. Průmyslové státy se také zajímají o potenciál těžby kovů vzácných zemin v Mongolsku. Země má k dispozici rovněž naleziště ropy.
Mongolskou měnou je tugrik (MNT). Tato peněžní jednotka se dělí na 100 mungů. Směnný kurs mongolské měny se začátkem března 2009 pohyboval okolo 100 tugriků = 1,30 až 1,50 Kč.

## Obyvatelstvo

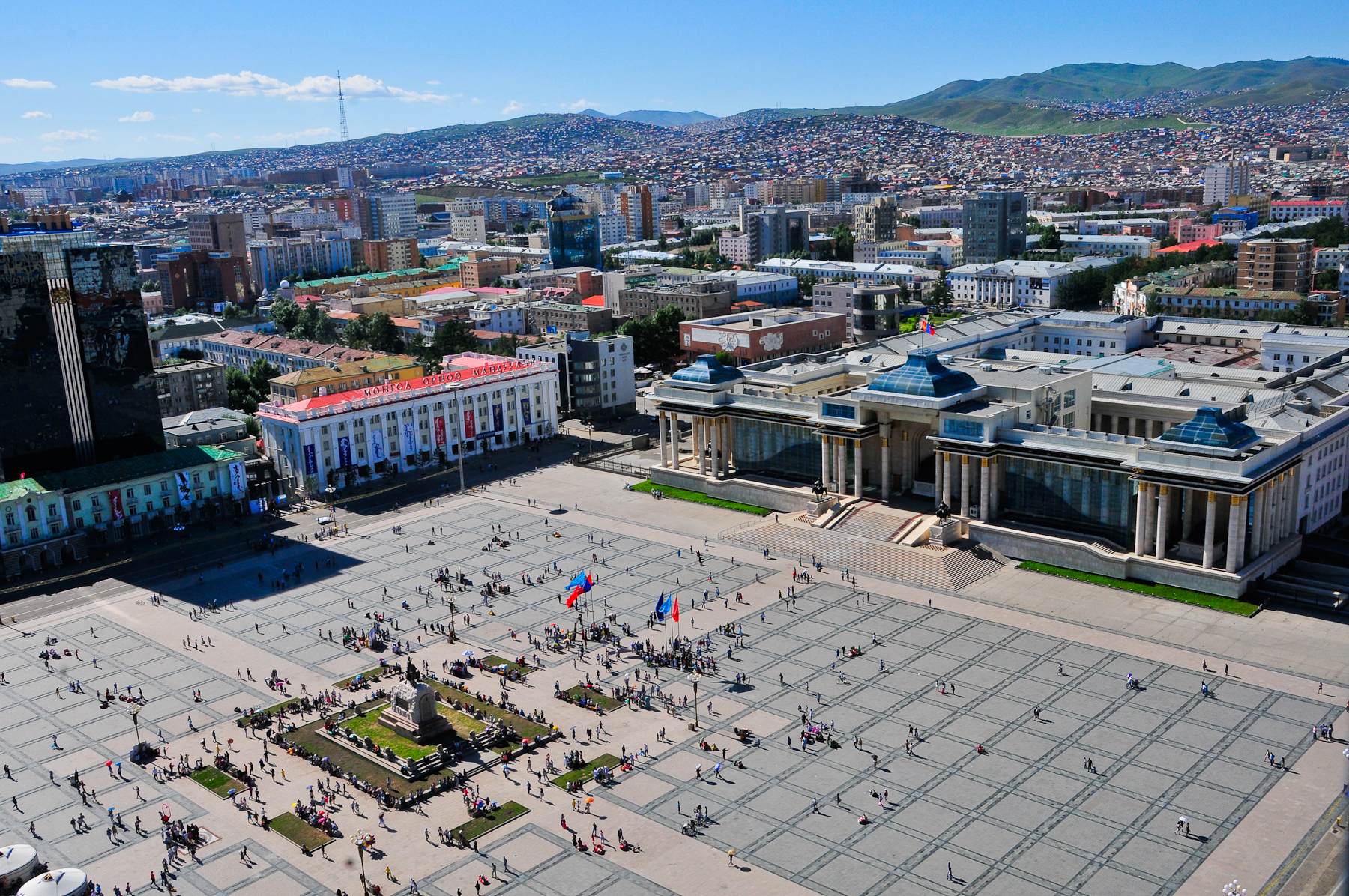
Suchbátarovo náměstí v Ulánbátaru s budovou parlamentu a sochou Čingischána

V Mongolsku žilo k 31. 12. 2024 3 544 835 obyvatel.  Drtivá většina jsou Mongolové (95,6 %), největší etnickou menšinou jsou Kazaši (3,8 %). Značná část mongolského obyvatelstva donedávna žila kočovným způsobem života. Pokračující urbanizace vede k soustřeďování populace v hlavním městě Ulánbátaru a několika mnohem menších městech. Ulánbátar se svou rozvíjející se civilizační strukturou přitahuje bývalé kočovné pastýře dobytka, jejichž stáda uhynula v tvrdých zimách. V důsledku toho vzniklo na okraji Ulánbátaru několik sídlišť sestávajících z jurt. V roce 2000 se pastevectvím živila polovina obyvatel Mongolska, ale v roce 2022 to byla jen čtvrtina.
Největším městem je s vysokým náskokem hlavní město Ulánbátar, který má 1 318 000 (r. 2013) obyvatel, žije v něm tedy více než třetina mongolské populace. S velkým odstupem následují Erdenet (83 tis. obyvatel), Darchan (75 tis.), Čojbalsan (39 tis.) a Mörön (36 tis.). Další města mají již méně než 30 tis. obyvatel.

### Etnické skupiny

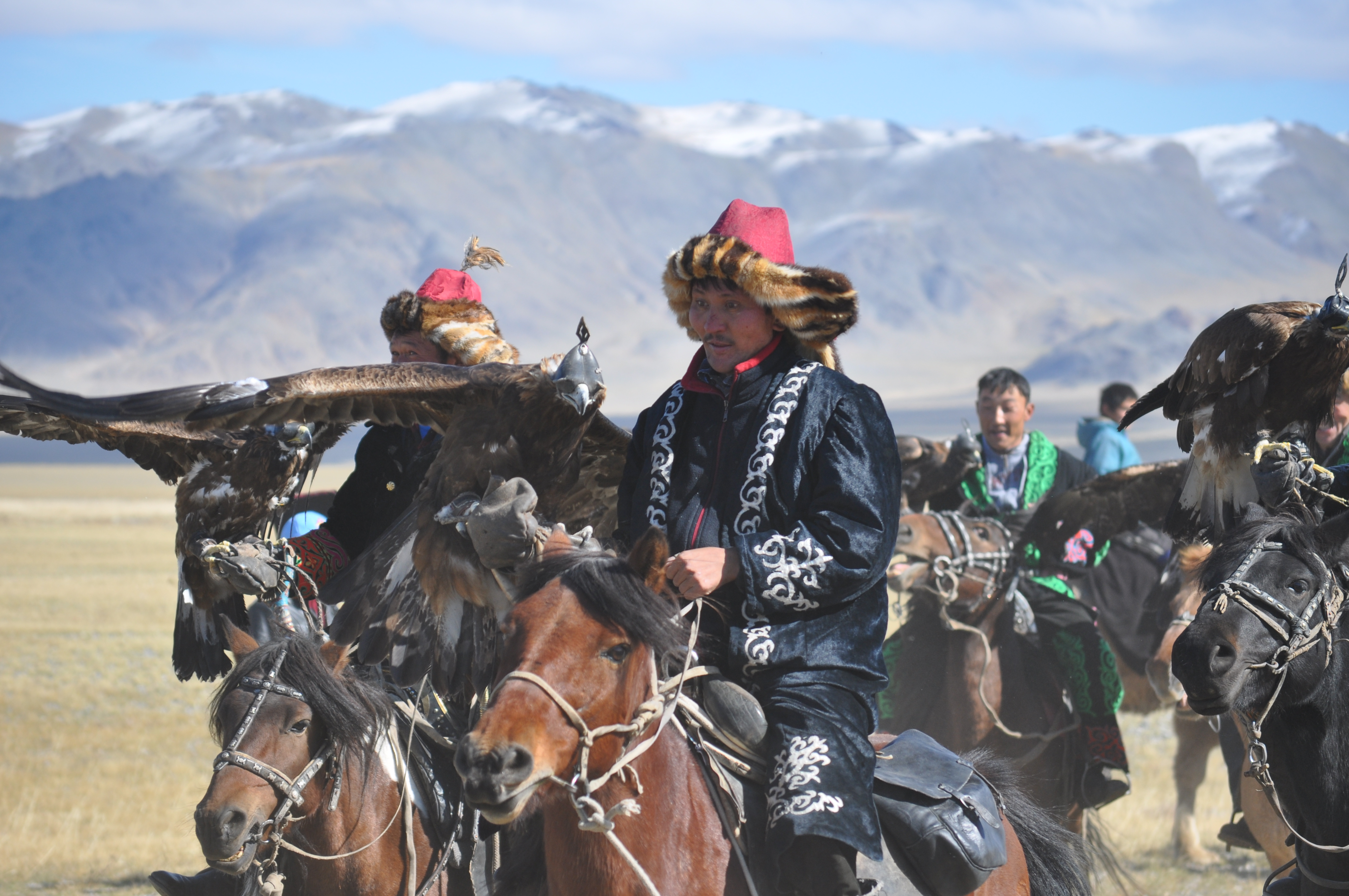
Kazašští lovci se svými orly v západní části Mongolska

Obyvatelé země jsou z 95,6 % Mongolové. Největší menšinou v Mongolsku jsou Kazaši, jejichž podíl dosahuje 3,8 % všeho obyvatelstva. Dále jsou v Mongolsku zastoupeni Rusové, Číňané, Korejci a mnoho jiných národností. Mongolové nejsou etnicky zcela jednotný národ, na území jejich vlastního státu jsou zastoupeny národnostní skupiny Chalchové (86 %), Ojrati a Burjati (dohromady 14 %). Jejich náboženstvím je převážně buddhismus. Kazaši vyznávají islám. Až do 20. let 20. století bylo v zemi používáno vlastní písmo, dnes je však úředním písmem upravená cyrilice.

### Jazyky
Nejpoužívanějším cizím jazykem je angličtina následovaná ruštinou, dá se domluvit i čínsky, korejsky či japonsky. Podle českých zdrojů až 2 % obyvatel má znalosti češtiny.

## Kultura

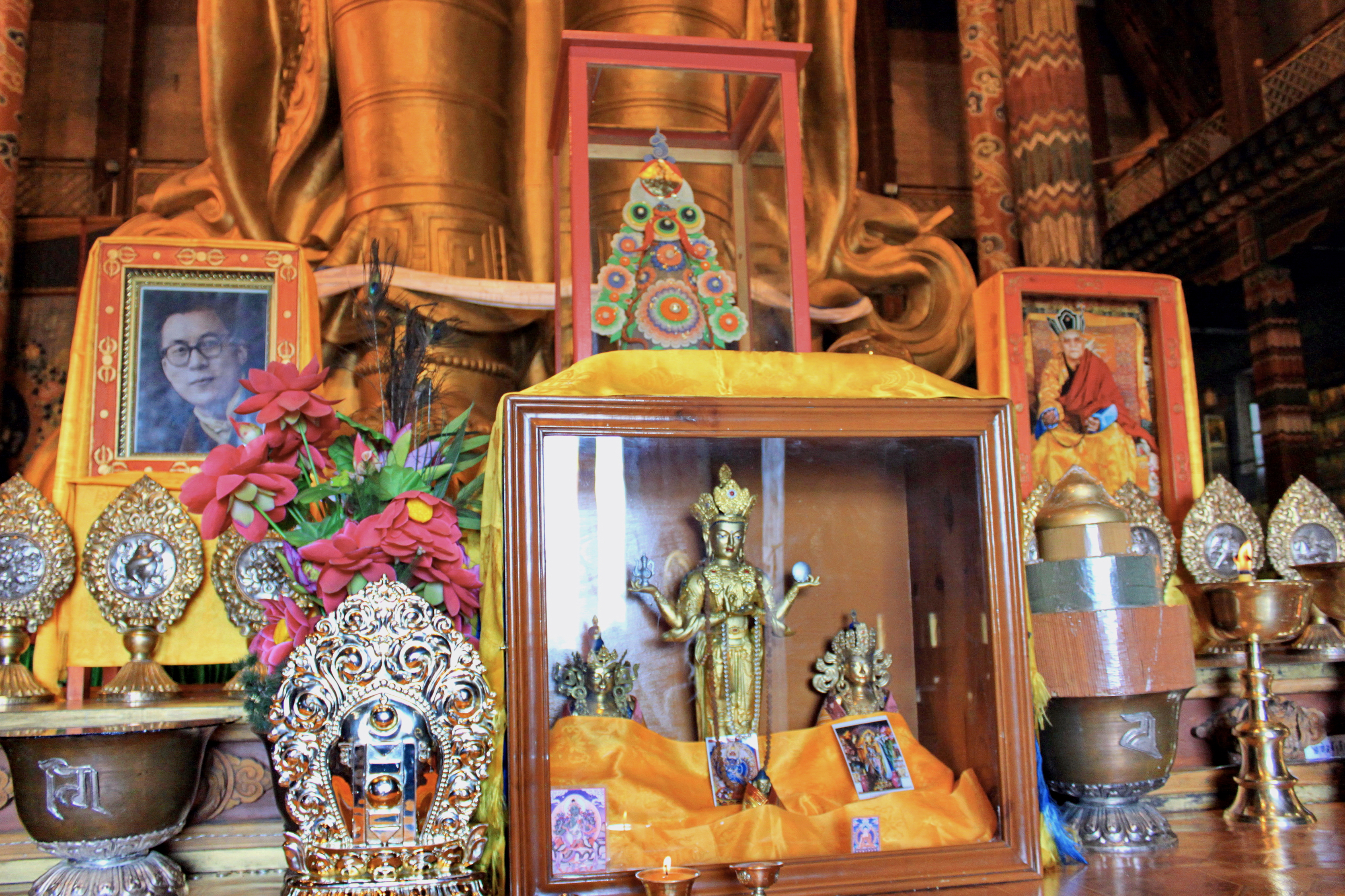
Oltář 9.Bogdgegéna - duchovního vůdce linie Gelug Chalchů. Klášter Gandantegčinlen v Ulánbátaru

Kultura Mongolska se utvářela díky nomádské tradici a poloze země na křižovatce různých říší a civilizací. Mongolská kultura je ovlivněna kulturou mongolských, turkických a východoasijských národů, stejně jako geografií země a její historií politických a ekonomických interakcí s jinými národy. Jedním z nejvýraznějších aspektů mongolské kultury je kočovné pastevecké hospodářství, které po staletí utvářelo tradiční způsob života Mongolů.  Tento způsob života výrazně ovlivnil mongolskou kulturu a ovlivnil vše od společenských vztahů a rodinných struktur až po umění, hudbu a literaturu. Mongolská kultura je také známá svým tradičním uměním, které zahrnuje hudbu, tanec a literaturu. Hudební a taneční tradice země jsou také úzce spjaty s její kočovnou minulostí. Mongolská literatura má zase dlouhou a rozmanitou historii a zahrnuje jak ústní, tak psanou tradici.
Mongolská kultura je také známá svým tradičním uměním, které zahrnuje hudbu, tanec a literaturu. Hudební a taneční tradice jsou úzce spjaty s kočovnou minulostí země a jsou důležitou součástí jejího kulturního dědictví. Mongolská literatura má zase dlouhou a rozmanitou historii a zahrnuje jak ústní, tak psanou tradici.
Kromě tradiční architektury je mongolská kultura známá také svými řemesly a lidovým uměním. Mongolské lidové umění zahrnuje širokou škálu řemesel a dekorativního umění, jako je řezbářství, kovotepectví, vyšívání a tkaní. Tato řemesla se často předávají z generace na generaci a jsou důležitou součástí kulturního dědictví země. Mongolská řemesla a lidové umění se často prodávají turistům jako suvenýry a jsou důležitým zdrojem příjmů mnoha mongolských rodin.
Mongolská kultura je také silně ovlivněna jezdeckými a zápasnickými tradicemi, které hrály v historii země ústřední roli a dodnes jsou důležitou součástí její kulturní identity. Kromě těchto kulturních tradic se v Mongolsku koná řada festivalů a oslav, které odrážejí bohaté kulturní dědictví země, včetně festivalu Nádam a Cagán Sar, což jsou státní svátky oslavující mongolskou kulturu a historii.

### Výtvarné umění

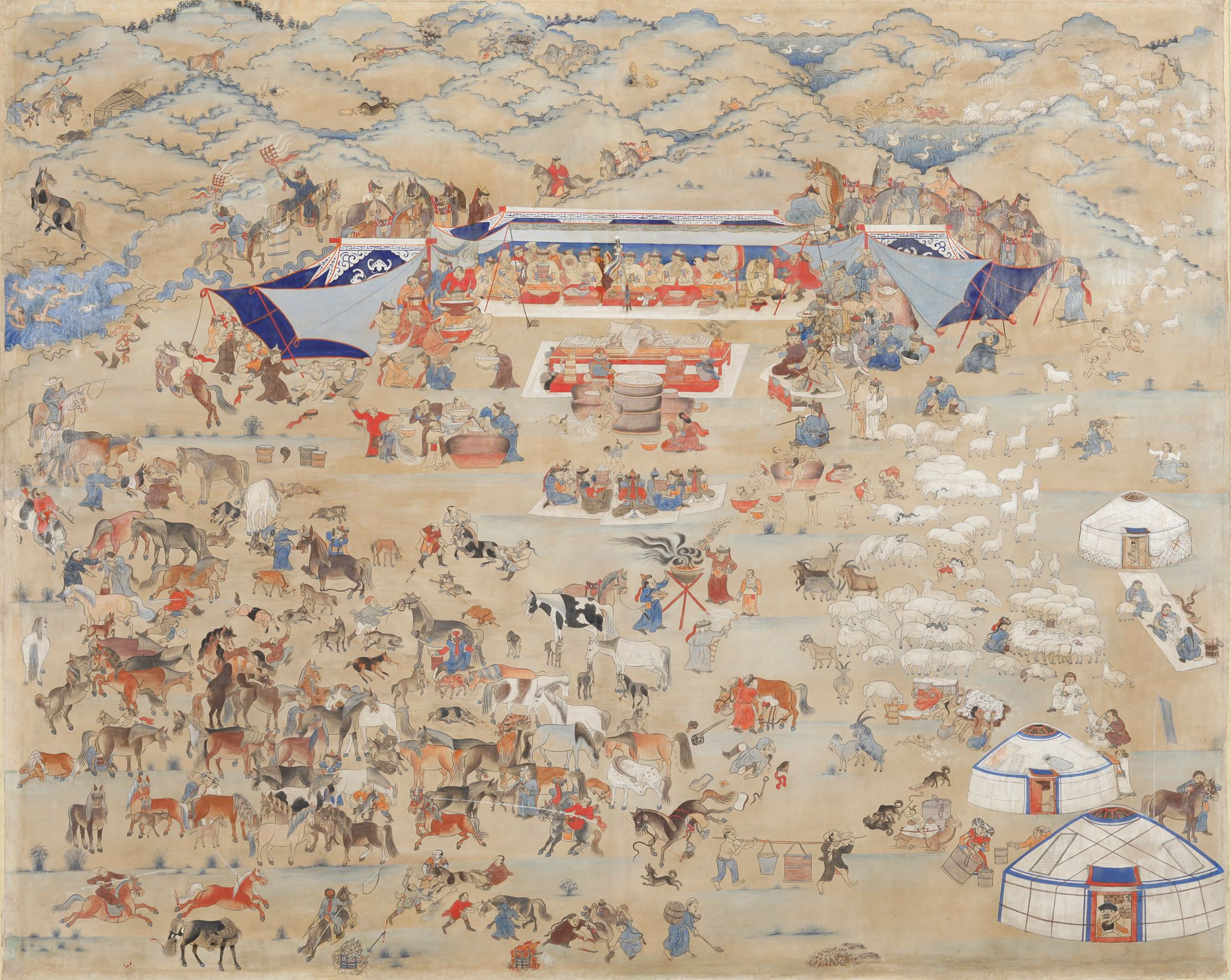
Marzan Šaran, Den v Mongolsku: Léto (malováno zač. 20. století)

Před 20. stoletím měla většina děl výtvarného umění v Mongolsku náboženskou funkci, a proto bylo mongolské výtvarné umění silně ovlivněno náboženskými texty. Thangky byly obvykle malovány nebo zhotovovány technikou aplikace. Bronzové sochy obvykle zobrazovaly buddhistická božstva. Řada velkých děl je připisována prvnímu Bogdgegénovi, Dzanabadzarovi.
Koncem 19. století se malíři jako Marzan Šarav obrátili k realističtějšímu stylu malby. Za Mongolské lidové republiky byl dominantním malířským stylem socialistický realismus, populární však byly i tradiční malby podobné thangce, které se zabývaly světskými, nacionalistickými tématy, žánr známý jako „mongolský zurag“.
Mezi první pokusy o zavedení modernismu do výtvarného umění v Mongolsku patřil obraz Ehiin setgel (Matčina láska), který vytvořil Cevegjav v 60. letech 20. století. Umělec byl odklizen, protože jeho dílo bylo cenzurováno.
Rozkvět všech forem výtvarného umění nastal až po perestrojce na konci 80. let 20. století. Otgonbajar Eršú je pravděpodobně jedním z nejznámějších mongolských moderních umělců v západním světě, byl ztvárněn ve filmu „ZURAG“ Tobiase Wulffa.

### Architektura

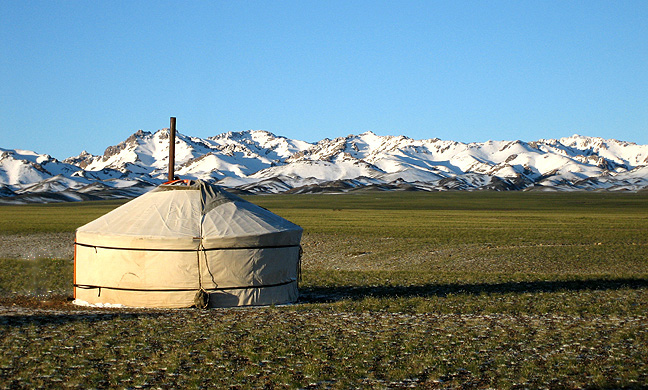
Gher s výhledem na pohoří Gurvan Saikhan

Tradiční mongolské obydlí je jurta, v mongolsku zvaná gher. Mají kruhový tvar a jsou postaveny z různých materiálů včetně plsti a dřevěných částí. Interiér i exteriér tradiční jurty je přenosný a lze je snadno rozebrat a znovu sestavit, takže se dobře hodí pro kočovný životní styl. Podle mongolského umělce a kritika umění Njama-Osoryna Cultema byl gher základem pro rozvoj tradiční mongolské architektury. V 16. a 17. století se po celé zemi stavěly kláštery. Mnohé z nich začínaly jako gher-chrámy. Když je bylo třeba rozšířit, aby se do nich vešel rostoucí počet věřících, použili mongolští architekti stavby o 12 stranách s pyramidálními střechami, aby se přiblížili kulatému tvaru geru. Další rozšiřování vedlo ke kvadratickému tvaru chrámů. Střechy byly provedeny ve tvaru markýz. mřížové stěny, střešní sloupy a vrstvy plsti byly nahrazeny kamenem, cihlami, trámy a prkny a staly se trvalými.
Njam Cultem rozlišuje v tradiční mongolské architektuře tři styly: Mongolský, tibetský a čínský a také kombinace těchto tří stylů. Mezi první chrámy se čtvrercovým půdorysem patřil Batu-Tsagaan (1654), který navrhl Zanabazar. Příkladem architektury ve stylu gher je klášter Daši-Choiling v Ulánbátaru. Chrám Lavrin (18. století) v klášteře Erdenedzú byl postaven v tibetské tradici. Příkladem chrámu postaveného v čínské tradici je lamaserie Choijing Lamiin Sume (1904), která je dnes muzeem.  Čtvercový chrám Tsogchin v klášteře Gandan v Ulánbátaru je kombinací mongolské a čínské tradice. Příkladem tibetsko-mongolské architektury je chrám Maitréja (rozebrán v roce 1938). 169] Klášter Daši-Choiling zahájil projekt obnovy chrámu a 25 metrů vysoké sochy Maitréji.

### Hudba

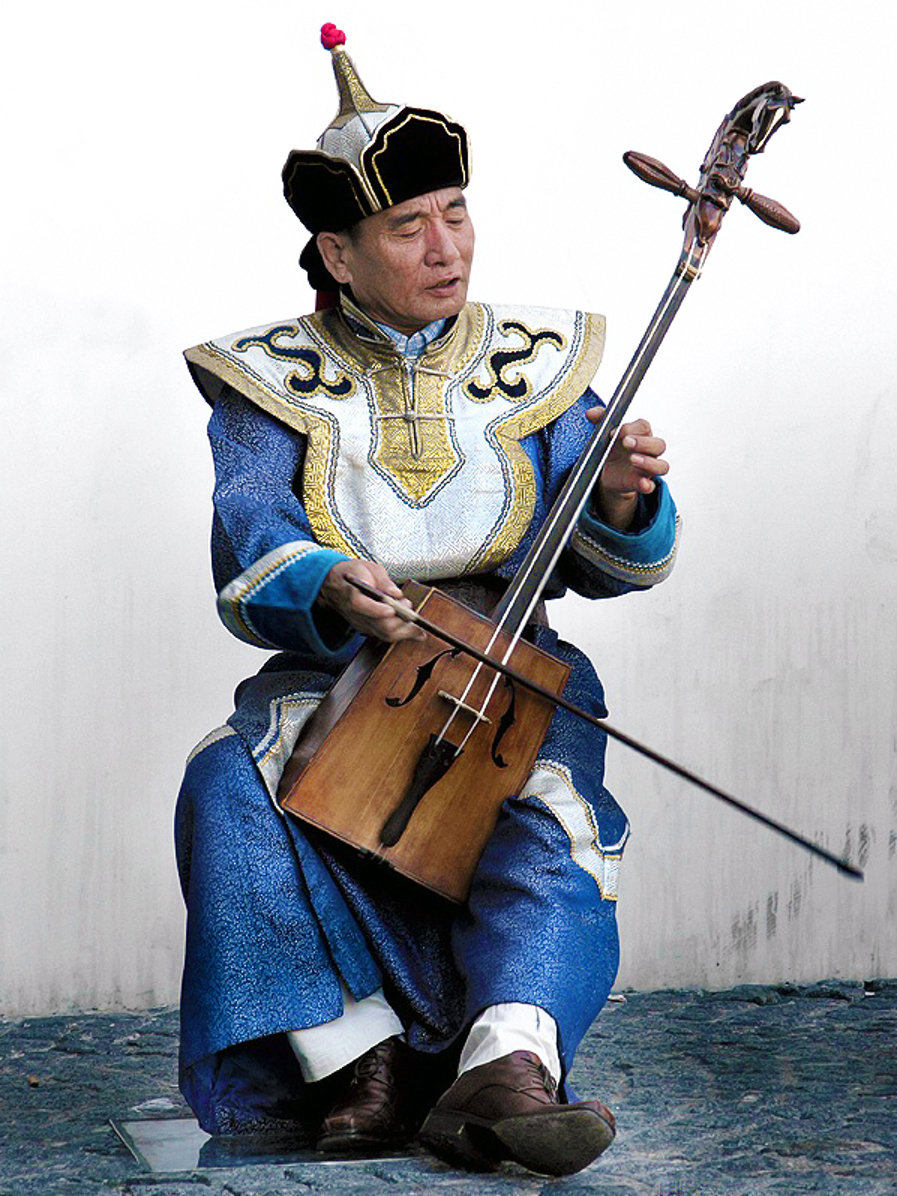
Hudebník hrající na tradiční mongolský hudební nástrojmorin khuur

Mongolská hudba je silně ovlivněna přírodou, nomádstvím, šamanismem a také tibetským buddhismem. Tradiční hudba zahrnuje různé hudební nástroje, mezi nimiž je známý morin chuur, a také pěvecké styly jako urtyn duu („dlouhá píseň“) a hrdelní zpěv (chöömej). Tanec „čham“ se tančí k odhánění zlých duchů a byl vnímán jako připomínka šamanismu.

### Média

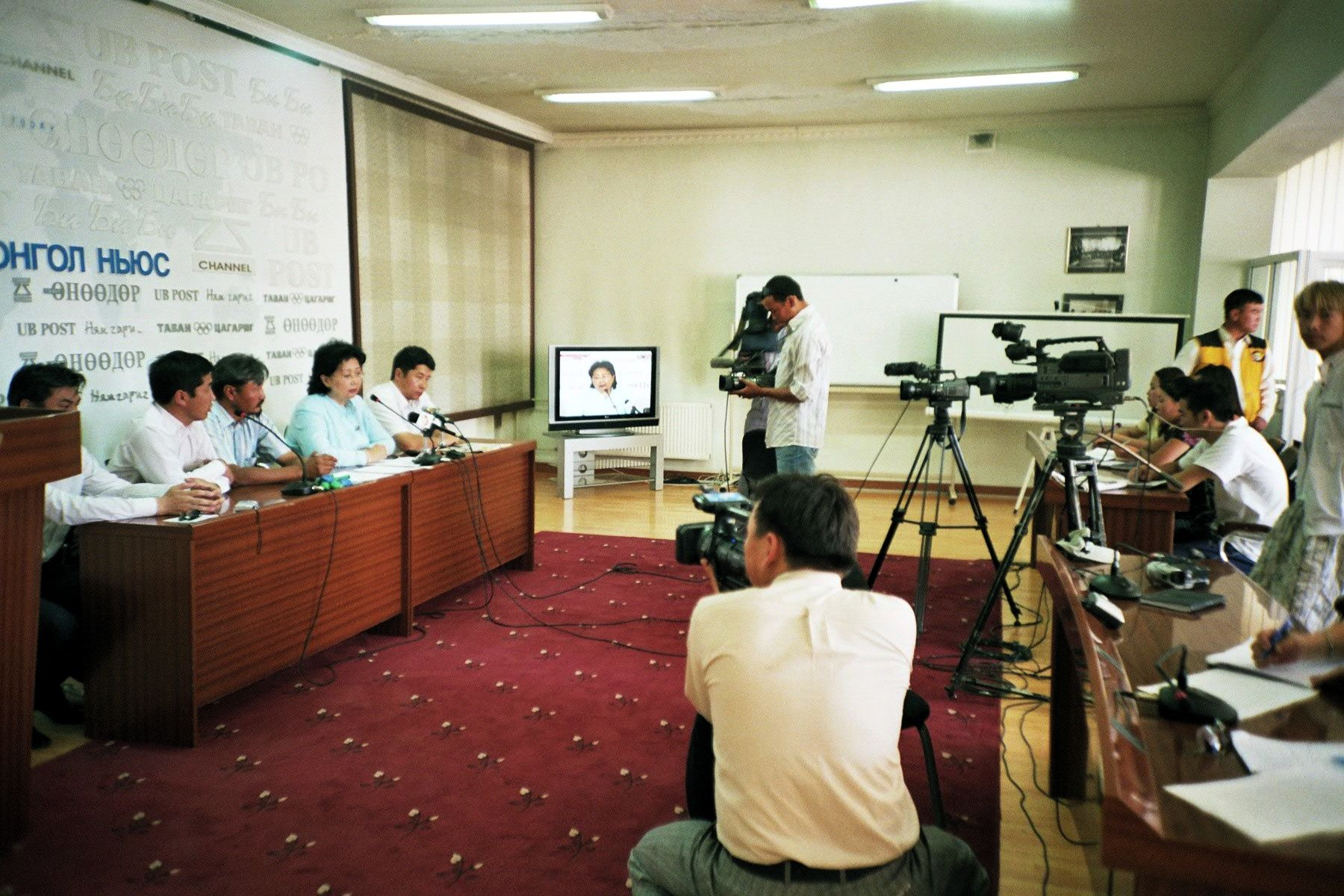
Mongolský tisk při rozhovoru s opoziční Mongolskou stranou zelených v roce 2008. Od demokratických reforem zahájených v 90. letech 20. století získala média značné svobody.

Mongolský tisk začal v roce 1920 úzkými vazbami na Sovětský svaz pod vedením Mongolské komunistické strany, kdy byly založeny noviny Unen („Pravda“) podobné sovětské Pravdě. Až do reforem v 90. letech 20. století měla vláda přísnou kontrolu nad médii a dohlížela na veškerou publikační činnost, v níž nebyla povolena žádná nezávislá média.Rozpad Sovětského svazu měl na Mongolsko značný vliv, vláda jedné strany se zde změnila v demokracii s více stranami a s tím se do popředí dostala i svoboda médií.
Nový zákon o svobodě tisku, vypracovaný s pomocí mezinárodních nevládních organizací, který platí od roku 1999, připravil půdu pro mediální reformy. Mongolská média v současnosti tvoří přibližně 300 tištěných a rozhlasových stanic.
Od roku 2006 se mediální prostředí zlepšuje, vláda projednala nový zákon o svobodě informací a odstranila jakoukoli provázanost médií s vládou. Díky tržním reformám se každoročně zvyšuje počet lidí pracujících v médiích a také studentů na novinářských školách.
Ve své zprávě World Press Freedom Index z roku 2013 zařadila organizace Reportéři bez hranic mediální prostředí na 98. místo ze 179, přičemž nejsvobodnější bylo 1. místo, v roce 2016 se Mongolsko umístilo na 60. místě ze 180.
Podle průzkumu Asijské rozvojové banky z roku 2014 uvedlo 80 % Mongolů jako hlavní zdroj informací televizi.

### Kuchyně

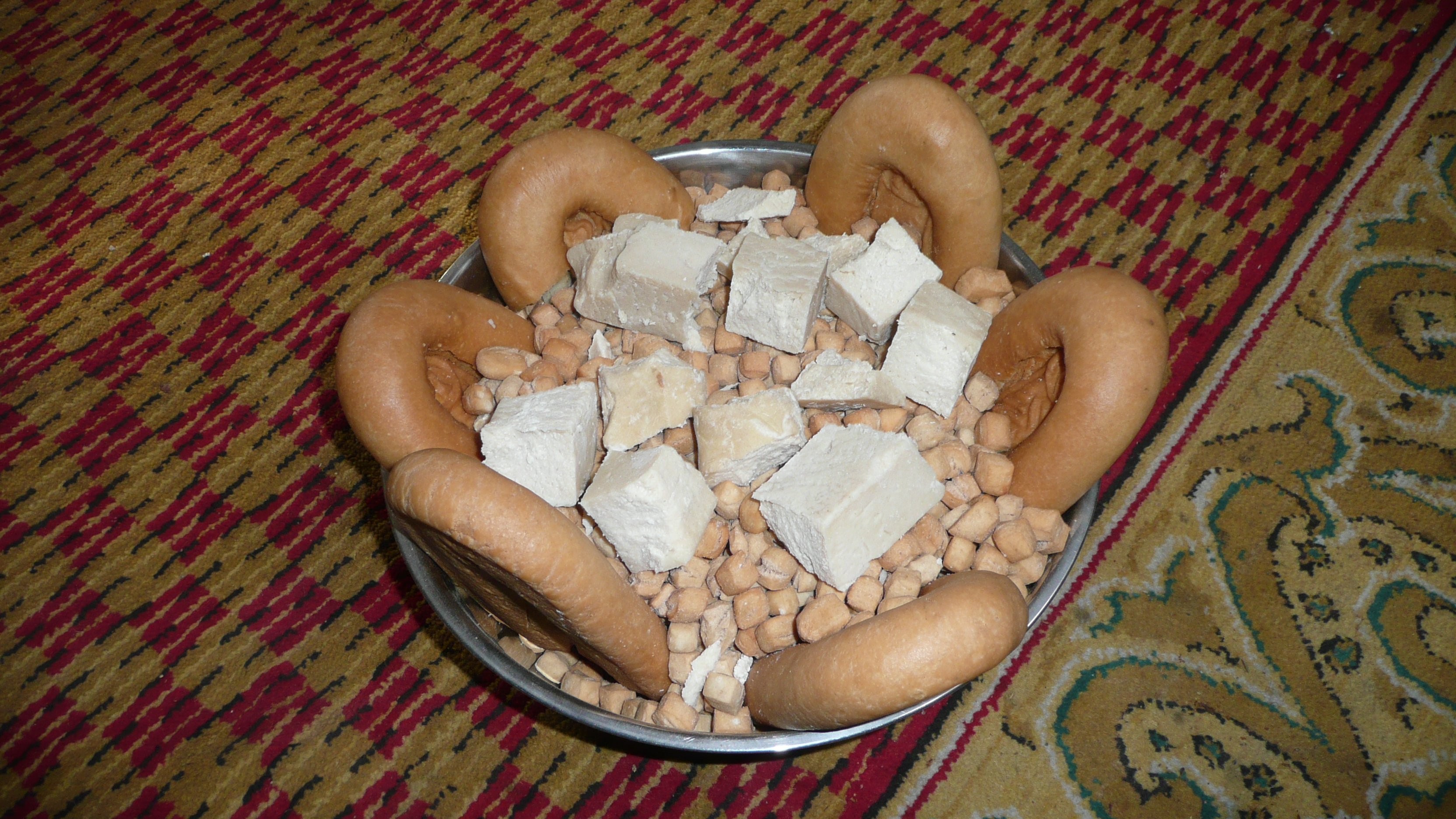
Od nejmenšího po největší: sušenky boortsog, aaruul (sušený tvaroh) a koláče ul boov

Mongolská kuchyně se skládá převážně z mléčných výrobků, masa a živočišných tuků. Nejčastějším venkovským pokrmem je vařené skopové maso. Ve městě jsou oblíbené knedlíky plněné masem a vařené v páře - „búz“.
Tradiční stravu ovlivnilo extrémní kontinentální podnebí Mongolska a nejnižší hustota osídlení na světě, pouhých 2,2 obyvatel/km2. Používání zeleniny a koření je omezené. Vzhledem ke geografické blízkosti a hlubokým historickým vazbám na Čínu a Rusko je mongolská kuchyně ovlivněna také čínskou a ruskou kuchyní.
Mongolsko je jednou z mála asijských zemí, kde rýže není hlavní potravinou. Místo toho Mongolové dávají přednost jehněčímu masu jako hlavnímu jídlu před rýží.
V současném Mongolsku převažuje pšenice, ječmen a pohanka nad rýží.

### Věda
Ve vědeckém světě je Mongolsko známo zejména svým paleontologickým bohatstvím. Na území pouště Gobi jsou již od 20. let 20. století vykopávány vzácné fosilní pozůstatky křídových druhů dinosaurů, žijících zde před více než 66 miliony let. Mongolsko je k červenci 2020 dokonce čtvrtým nejbohatším státem světa, co se počtu vědecky popsaných dinosauřích druhů týče (celkem 94), a to za Čínou (308), USA (280) a Argentinou (147).

### Sport

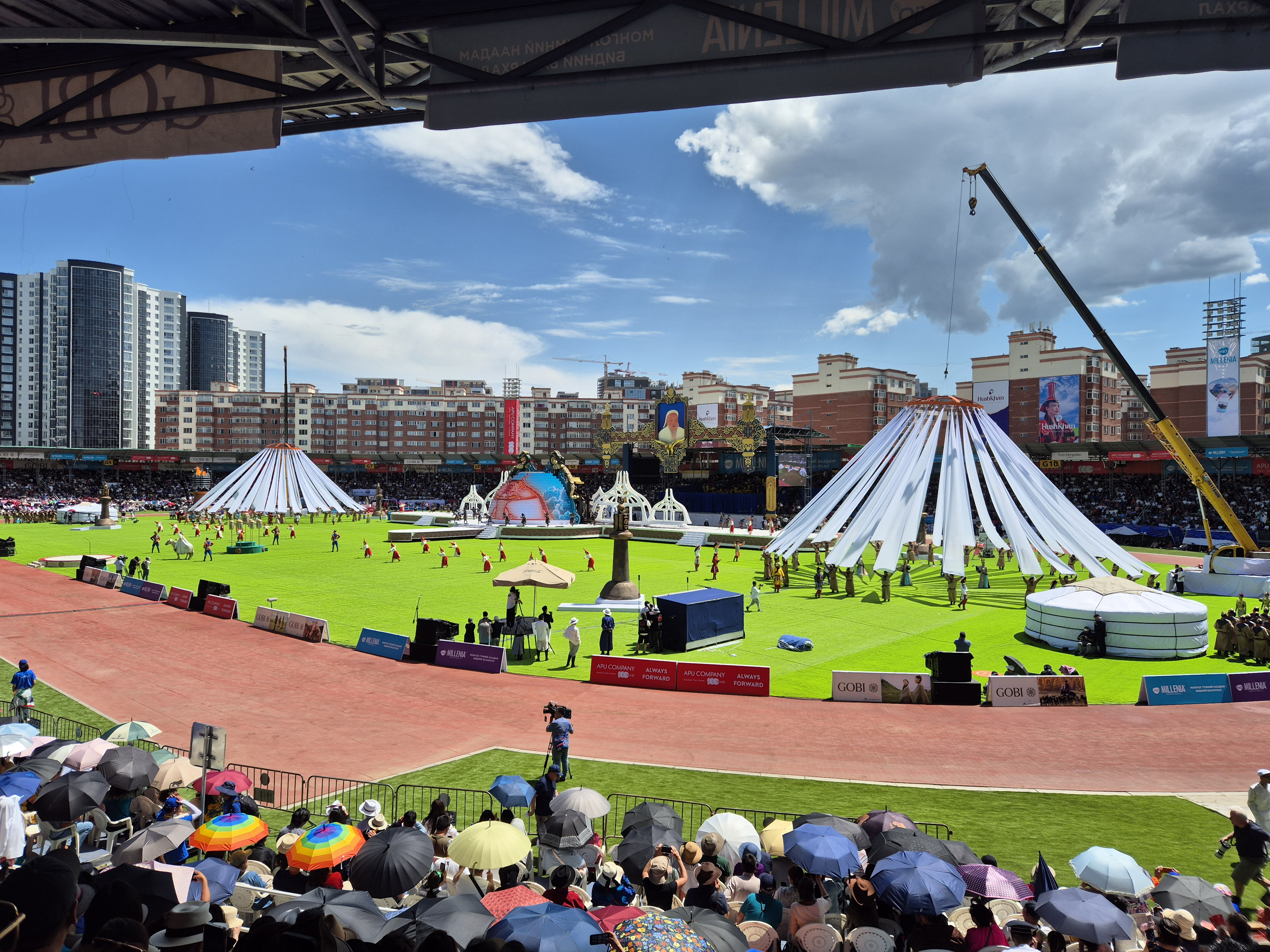
Nádam je největší letní svátek

Hlavním národním festivalem je Nádam, který se pořádá již po staletí a koná se v létě po tři dny a skládá se ze tří mongolských tradičních sportů, lukostřelby, přespolního dostihového běhu a zápasu, tradičně uznávaných jako Tři mužské hry Nádamu. V současném Mongolsku se Nádam koná od 11. do 13. července na počest výročí národní demokratické revoluce a založení Velkého mongolského státu.
Další velmi oblíbenou aktivitou zvanou šagaa je „švihání“ ovčích kotníkových kostí na několik metrů vzdálený terč, při němž se pomocí švihání prstem posílají malé kosti na terče a snaží se srazit cílové kosti z plošiny. V Nádamu je tato soutěž oblíbená mezi staršími Mongoly.

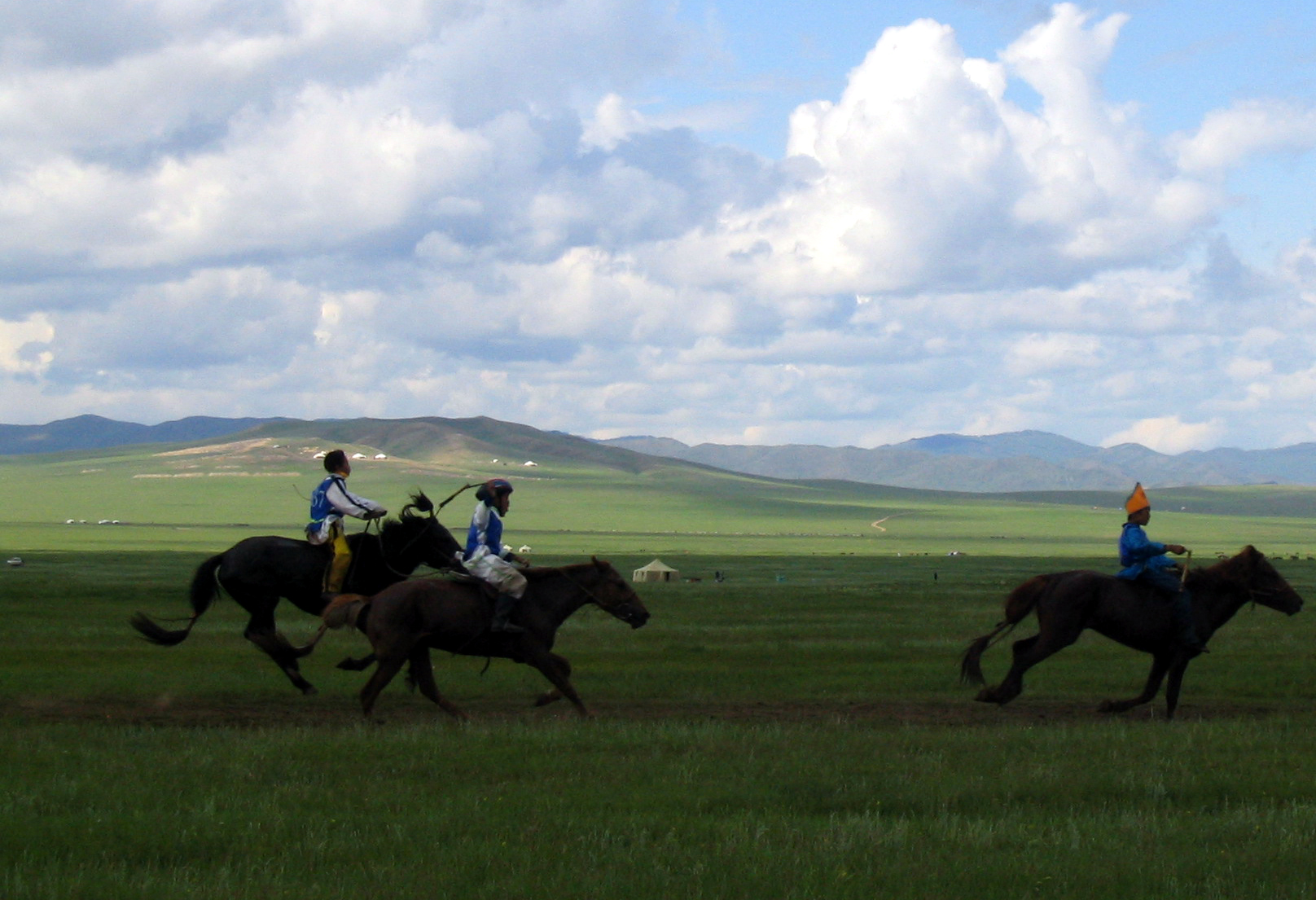
Jezdci na koních během festivalu Nádam

Jízda na koni má v mongolské kultuře obzvlášť ústřední postavení. Závody na dlouhé vzdálenosti, které se předvádějí během festivalu Nádam, jsou jedním z jejích aspektů, stejně jako obliba trikového ježdění. Jedním z příkladů trikové jízdy je legenda, podle níž mongolský vojenský hrdina Damdin Süchbátar rozhazoval mince po zemi a pak je při jízdě na koni v plném trysku sbíral.
Mongolský zápas je nejoblíbenější ze všech mongolských sportů. Je vrcholem Tří mužských her v Nádamu. Historici tvrdí, že mongolský styl zápasu vznikl asi před sedmi tisíci lety. Národní zápasnické soutěže se účastní stovky zápasníků z různých měst a aimagů po celé zemi.
V Mongolsku se staly populárními i další sporty, jako je basketbal, vzpírání, powerlifting, fotbal, atletika, gymnastika, stolní tenis, džu-džitsu, karate, aikido, kickbox a smíšená bojová umění. Například stále více mongolských stolních tenistů se účastní mezinárodních soutěží.